# Reguła Rosy
Reguła Rosy, prawo Rosy, prawo rogresywnej redukcji różnorodności – tendencja do przechodzenia od zmienności jakiejś cechy wśród bardziej pierwotnych przedstawicieli jakiegoś taksonu czy kladu do ustalonego charakteru tej cechy w przypadku bardziej zaawansowanych członków danej grupy. Przykładem reguły Rosy jest liczba segmentów piersiowych osobników dorosłych bądź form holaspid trylobitów. Mogła się ona różnić w przypadku gatunków kambryjskich. Natomiast w przypadku trylobitów ordowickich liczba segmentów piersiowych jest stała w obrębie rodzajów, rodzin, a nawet podrzędów.
Nazwa tej reguły pochodzi od włoskiego paleontologa Daniele Rosy.